# Dicladocerus occidentalis
Dicladocerus occidentalis är en stekelart som beskrevs av Carl M. Yoshimoto 1976. Dicladocerus occidentalis ingår i släktet Dicladocerus och familjen finglanssteklar. Inga underarter finns listade i Catalogue of Life.